# Stade Madejski
Le Stade Madejski (en anglais : Madejski Stadium, məˈdeɪski) est un stade localisé à Reading, dans le Berkshire, en Angleterre.
C'est l'enceinte du Reading Football Club, qui tire son nom de l'ancien président du club de football, John Madejski.

## Histoire
Ce stade de 24 161 places assises fut inauguré en 1998 pour Reading FC, après la démolition de l'ancien stade Elm Park. Le stade contient quatre tribunes, Nord, Sud, Ouest et Est.

## Événements
Bien que le Reading Football Club en soit le résident, les matchs à domicile du club de rugby à XV des London Irish se jouent ici jusqu'en 2020, ainsi que des concerts (dont Red Hot Chili Peppers, Blue, Busted, Craig David, Elton John, Girls Aloud, Lulu, Rachel Stevens et McFly).

## Galerie

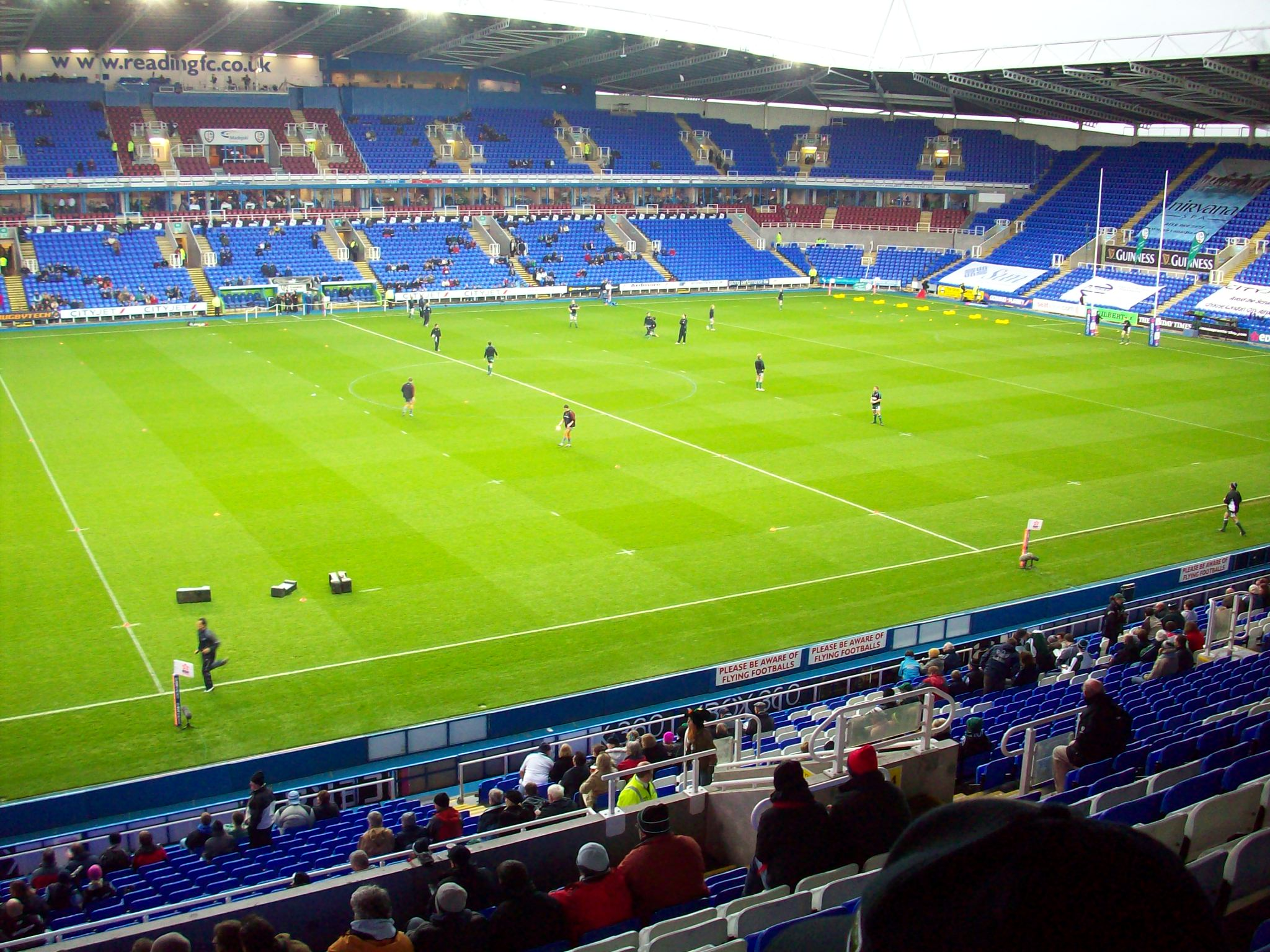
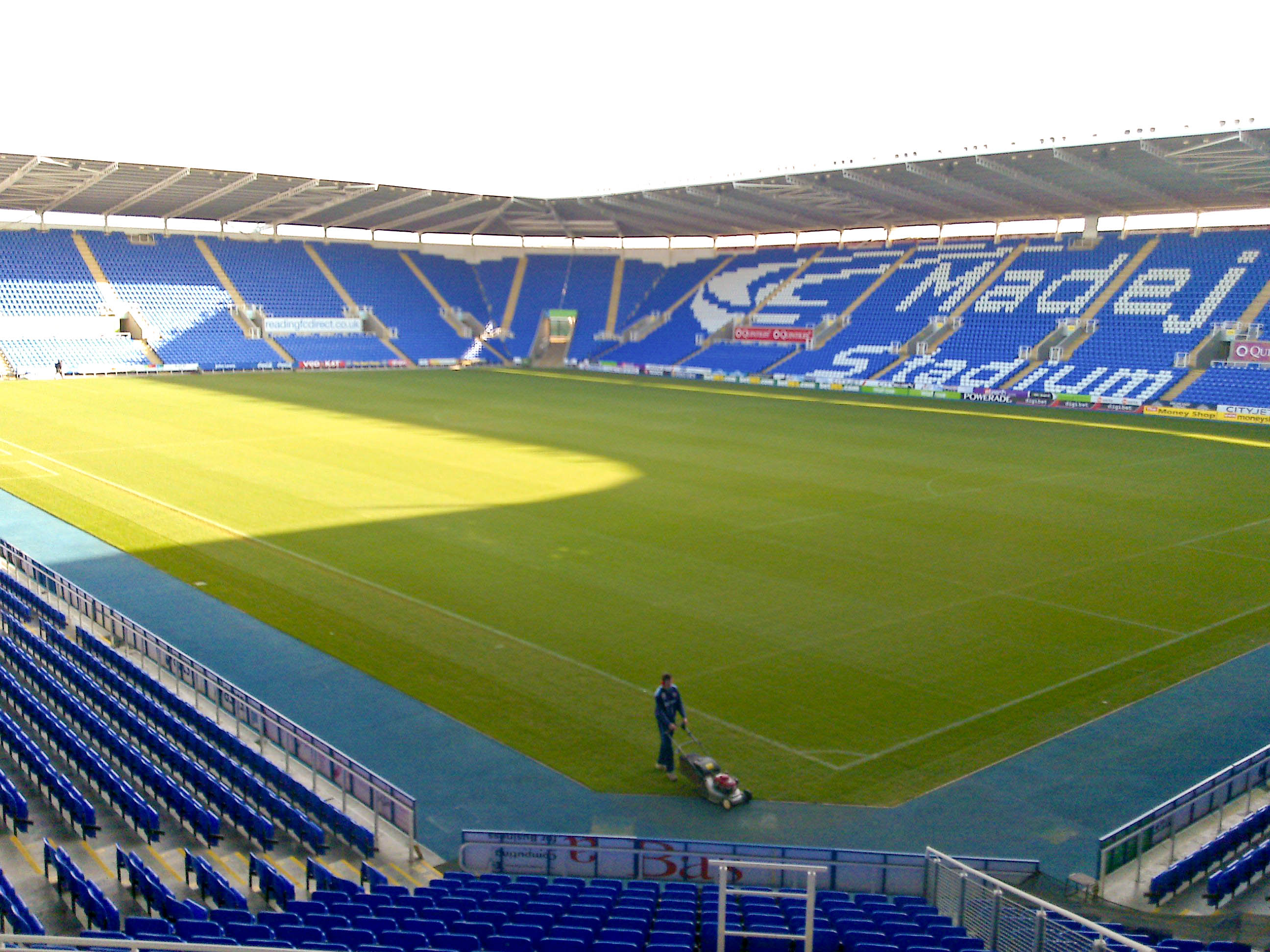
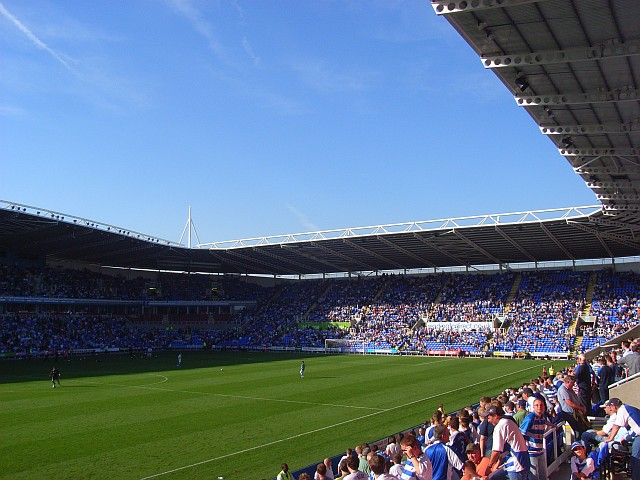
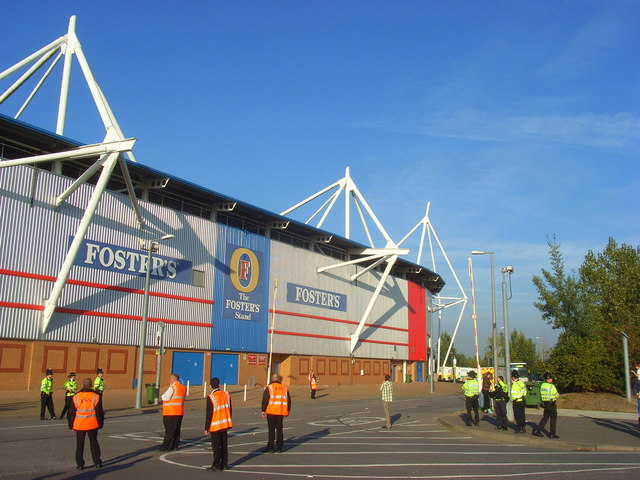